# Latente infectie
Een latente of subklinische infectie is een infectie, die geen symptomen (meer) veroorzaakt. De patiënt kan al of niet voordien symptomen hebben gehad of zijn gevaccineerd. Er wordt dan gesproken van een asymptomatische drager.
Het kan een probleem zijn geven wanneer diagnoses verkeerd worden gesteld, in dit geval bij een fout-negatieve uitslag. Een effectieve ziektebestrijding, met bijvoorbeeld quarantaine, komt dan in het gedrang. Zo komen bij mensen latente infecties herpes voor die later, bij stresssituaties, opnieuw tot lichamelijke hinder aanleiding kunnen geven en ervoor zorgen dat mensen hun ziekte weer gemakkelijker overdragen. 
Bij buffels komen latente infecties van mond-en-klauwzeer voor. Die kunnen ook bij gevaccineerde runderen optreden als ze na vaccinatie in contact met de veldstam van het virus zijn gekomen.